# Ямато (село)
Ямато (яп. 大和村 Ямато-сон) — село в Японии, находящееся в уезде Осима округа Осима префектуры Кагосима. Площадь села составляет 88,15 км², население — 1630 человек (1 августа 2014), плотность населения — 18,49 чел./км².

## Географическое положение
Село расположено на острове Амамиосима в префектуре Кагосима региона Кюсю. С ним граничат город Амами и село Укен.

## Население
Население села составляет 1630 человек (1 августа 2014), а плотность — 18,49 чел./км². Изменение численности населения с 1980 по 2005 годы:
| 1980 | 2509 чел. |  |
| 1985 | 2419 чел. |  |
| 1990 | 2251 чел. |  |
| 1995 | 2092 чел. |  |
| 2000 | 2104 чел. |  |
| 2005 | 2013 чел. |  |

## Символика
Деревом села считается Ternstroemia gymnanthera , цветком — Rhododendron simsii.